# Lady Dynamite
Lady Dynamite ist eine  US-amerikanische Sitcom von Mitch Hurwitz und Pam Brady mit Maria Bamford in der gleichnamigen Hauptrolle. Die Serie ist inspiriert von Bamfords biographischen Erfahrungen mit psychischen Störungen und ihrem Leben als Komikerin und Synchronsprecherin in Hollywood. Die erste Staffel erschien am 20. Mai 2016 auf Netflix. Eine zweite Staffel wurde für das Jahr 2017 angekündigt.

## Handlung
Die Komikerin und Schauspielerin Maria Bamford (gespielt von Maria Bamford) zieht nach einer sechsmonatigen psychiatrischen Behandlung infolge ihrer bipolaren Störung zurück nach Los Angeles. Hier will sie mit der Hilfe ihres inkompetenten Managers Bruce (gespielt von Fred Melamed) an ihre Karriere anknüpfen und ihr Leben neu aufbauen. Die Serie handelt in drei durch Flashbacks ineinander verflochtenen Kapiteln von Bamfords Erfolg in L.A. vor ihrem psychischen Zusammenbruch, ihren Erfahrungen während der Therapie in ihrer Heimatstadt Duluth sowie ihrem privaten und beruflichen Neuanfang nach der Behandlung. Die nicht-lineare Erzählweise der Serie ist von surrealem Metahumor und dem regelmäßigen Durchbrechen der vierten Wand geprägt.

## Figuren

### Hauptfiguren
Maria Bamford (Maria Bamford) ist Mitte vierzig und feiert moderate Erfolge als Komikerin, Schauspielerin und Synchronsprecherin. Gerade als ihre Karriere durchzustarten beginnt, erleidet sie einen psychischen Zusammenbruch und wird mit einer bipolaren Störung II diagnostiziert. Sie zieht zurück zu ihren Eltern in ihre Heimatstadt Duluth und wird hier ambulant therapiert. Nach ihrer Therapie zieht sie zurück nach L.A. und versucht, ihr berufliches und privates Leben neu zu ordnen, ohne dabei in ihre alten selbstzerstörerischen Verhaltensmuster zurückzufallen.
Bruce Ben-Bacharach (Fred Melamed) ist Marias wohlmeinender aber inkompetenter Manager.
Marilyn Bamford (Mary Kay Place), Marias fürsorgliche aber stets nüchtern-sachliche Mutter, kümmert sich um ihre erkrankte Tochter, als diese aufgrund der Therapie zurück in ihr Elternhaus zieht.
Scott (Ólafur Darri Ólafsson), Marias Freund.

### Nebenfiguren
Karen Grisham (Ana Gasteyer) ist Marias selbstbewusste aggressive Agentin. Sie trägt denselben Namen wie Marias Immobilienmaklerin (gespielt von June Diane Raphael) und ihr Life Coach (gespielt von Jenny Slate). Im Kontext der Serie stellen die drei Karen Grishams mit ihren überzogenen Charaktereigenschaften eine Manifestation von Marias manischen Tendenzen dar.
Larissa (Lennon Parham) ist Marias oft egozentrische und opportunistische Freundin und wird nach deren Rückkehr nach L.A. zu ihrer Assistentin.
Dagmar (Bridget Everett) ist gemeinsam mit Larissa, die beste Freundin Marias.
Joel Bamford (Ed Begley Jr.), Marias Vater.

## Synchronisation
Die deutsche Synchronisation wurde unter der Dialogregie von Oliver Reinhard von Studio Hamburg Synchron produziert.
| Rolle                   | Schauspieler    | Synchronsprecher  |
| ----------------------- | --------------- | ----------------- |
| Maria Bamford           | Maria Bamford   | Joey Cordevin     |
| Bruce Ben-Bacharach     | Fred Melamed    | Jürgen Holdorf    |
| Marilyn Bamford         | Mary Kay Place  | Heidi Schaffrath  |
| Karen Grisham (Agentin) | Ana Gasteyer    | Katja Brügger     |
| Larissa                 | Lennon Parham   | Jennifer Böttcher |
| Dagmar                  | Bridget Everett | Ulrike Johannson  |
| Joel Bamford            | Ed Begley Jr.   | Michael Prelle    |

## Episodenliste

### Staffel 1
| Nr. (ges.) | Nr. (St.) | Deutscher Titel           | Originaltitel            | Erstveröffentlichung USA | Deutschsprachige Erstveröffentlichung (D/A/CH) | Regie               | Drehbuch                     |
| ---------- | --------- | ------------------------- | ------------------------ | ------------------------ | ---------------------------------------------- | ------------------- | ---------------------------- |
| 1          | 1         | Pilot                     | Pilot                    | 20. Mai 2016             | 20. Mai 2016                                   | Mitchell Hurwitz    | Pam Brady & Mitchell Hurwitz |
| 2          | 2         | Bisexuell wegen Meth      | Bisexual Because of Meth | 20. Mai 2016             | 20. Mai 2016                                   | Andrew Fleming      | Theresa Mulligan Rosenthal   |
| 3          | 3         | White Trash               | White Trash              | 20. Mai 2016             | 20. Mai 2016                                   | Daniel Gray Longino | Kyle McCulloch               |
| 4          | 4         | Jack und Diane            | Jack and Diane           | 20. Mai 2016             | 20. Mai 2016                                   | Bill Benz           | Matt Ross & Max Searle       |
| 5          | 5         | Ich liebe dich            | I Love You               | 20. Mai 2016             | 20. Mai 2016                                   | Robert Cohen        | Jen Statsky                  |
| 6          | 6         | Schlaffi-Coach            | Loaf Coach               | 20. Mai 2016             | 20. Mai 2016                                   | Andrew Fleming      | Theresa Mulligan Rosenthal   |
| 7          | 7         | Josue                     | Josue                    | 20. Mai 2016             | 20. Mai 2016                                   | Max Winkler         | Kyle McCulloch               |
| 8          | 8         | Vaginismus-Tag            | A Vaginismus Miracle     | 20. Mai 2016             | 20. Mai 2016                                   | Robert Cohen        | Jen Statsky                  |
| 9          | 9         | Kein Freund bleibt zurück | No Friend Left Behind    | 20. Mai 2016             | 20. Mai 2016                                   | Ben Berman          | Theresa Mulligan Rosenthal   |
| 10         | 10        | Messer-Gefühle            | Knife Feelings           | 20. Mai 2016             | 20. Mai 2016                                   | Ryan McFaul         | Matt Ross & Max Searle       |
| 11         | 11        | Bam Bam!                  | Mein Ramp                | 20. Mai 2016             | 20. Mai 2016                                   | Jessica Yu          | Pam Brady                    |
| 12         | 12        | Super Grisham             | Enter Super Grisham      | 20. Mai 2016             | 20. Mai 2016                                   | Max Winkler         | Pam Brady                    |

### Staffel 2
| Nr. (ges.) | Nr. (St.) | Deutscher Titel       | Originaltitel                 | Erstveröffentlichung USA | Deutschsprachige Erstveröffentlichung (D/A/CH) | Regie        | Drehbuch                               |
| ---------- | --------- | --------------------- | ----------------------------- | ------------------------ | ---------------------------------------------- | ------------ | -------------------------------------- |
| 13         | 1         | Schmuddliger Waschbär | Wet Raccoon                   | 10. Nov. 2017            | 10. Nov. 2017                                  | Ryan McFaul  | Pam Brady                              |
| 14         | 2         | Hypno-Pup             | Hypnopup                      | 10. Nov. 2017            | 10. Nov. 2017                                  | Ryan McFaul  | Theresa Mulligan Rosenthal             |
| 15         | 3         | Die Blödeltruppe      | Goof Around Gang              | 10. Nov. 2017            | 10. Nov. 2017                                  | Anna Dokoza  | Kyle McCulloch                         |
| 16         | 4         | Im Kühlschrank        | Fridge Over Troubled Daughter | 10. Nov. 2017            | 10. Nov. 2017                                  | Robert Cohen | Robert Cohen                           |
| 17         | 5         | Suppen-Lösung         | Souplutions                   | 10. Nov. 2017            | 10. Nov. 2017                                  | Ryan McFaul  | Hallie Cantor                          |
| 18         | 6         | Apache Justice        | Apache Justice                | 10. Nov. 2017            | 10. Nov. 2017                                  | Ryan McFaul  | Matteo Borghese & Rob Turbovsky        |
| 19         | 7         | Kinder müssen tanzen  | Kids Have to Dance            | 10. Nov. 2017            | 10. Nov. 2017                                  | Ben Berman   | Kyle McCulloch & Robert Cohen          |
| 20         | 8         | Little Manila         | Little Manila                 | 10. Nov. 2017            | 10. Nov. 2017                                  | Pam Brady    | Theresa Mulligan Rosenthal & Pam Brady |

## Produktion
2013 übernahm Bamford eine Gastrolle in der vierten Staffel der von Hurwitz produzierten Serie Arrested Development. Hurwitz, der einen Produktionsdeal mit Netflix geschlossen hatte, fragte daraufhin Bamford an, ob diese eine Idee für eine Serie habe. Bamford schlug daraufhin eine Comedy-Serie über einen mentalen Zusammenbruch vor. Pam Brady, die zuvor an South Park und Team America: World Police gearbeitet hatte, stieß auf Empfehlung Hurwitz’ als Drehbuchautorin und Produzentin hinzu. Gedreht wurde die Serie in Minnesota und Los Angeles.